# Hermann Schmidt zur Nedden
Hermann Schmidt zur Nedden (* 29. Januar 1893 in Schwerin; † 23. November 1973 in Lübeck) war ein deutscher Verwaltungs- und Kirchenjurist und führendes Mitglied der nationalsozialistischen Deutschen Christen.

## Leben
Hermann Schmidt zur Nedden war ein Sohn des mecklenburg-schwerinschen Ministerialsekretärs Hofrat Richard Schmidt zur Nedden (1857–). Er besuchte das Gymnasium Fridericianum Schwerin und studierte Rechtswissenschaften an den Universitäten Heidelberg, München Leipzig und schließlich im Sommersemester 1913 an der Universität Rostock. Nach dem Kriegsdienst im Ersten Weltkrieg wurde er 1920 in Rostock zum Dr. jur. promoviert.
Er trat in den Verwaltungsdienst des Freistaats Mecklenburg-Schwerin und war von 1922 bis 1927 Drost (Landrat) für das Amt Hagenow. Von 1928 bis 1933 war er Regierungsrat und Amtssyndikus beim Landrat des Amtes Rostock. Bereits ab dem 1. März 1932 war er Mitglied der NSDAP.
Im Zuge der Machtübernahme durch die nationalsozialistischen Deutschen Christen in der Evangelisch-Lutherischen Landeskirche Mecklenburgs, die den Oberkirchenrat in Schwerin nahezu komplett auswechselten, wurde Schmidt zur Nedden im Dezember 1933 zum Oberkirchenrat ernannt. Nach der Zwangsbeurlaubung des bisherigen Präsidenten Emil Lemcke wurde Schmidt zur Nedden zum 1. Februar mit der Wahrnehmung der Geschäfte betraut und zum 1. April 1934 Lemckes Nachfolger als Oberkirchenratspräsident der mecklenburgischen Landeskirche. Von Februar 1934 bis Juli 1939 war er zugleich Gauwalter für Kirchenbeamte im Reichsbund der Deutschen Beamten. Auf Reichsebene war er ab 1936 Mitglied der Bundesleitung im Bund für deutsches Christentum sowie der 1937 geformten Nationalkirchlichen Einung Deutscher Christen.
Schmidt zur Nedden war Informant bzw. Mitarbeiter des SD und der Gestapo sowie Vertrauensmann der NSDAP in der mecklenburgischen Kirchenleitung. Ab 1939 war er auch Gaustellenleiter in der Gauleitung Mecklenburg der NSDAP in Schwerin.
Am 25. Juni 1945 wurde er gemeinsam mit Walther Schultz von der britischen Besatzungsmacht in Schwerin verhaftet und interniert. Im Oktober 1948 erfolgte seine Entlassung aus dem Dienst der Landeskirche Mecklenburgs.

## Werke
- Studie über das sogenannte Fixgeschäft nach B.G.B. und H.G.B. Diss. jur. Rostock 1920